# Kabinett Messmer I
Das Kabinett Messmer I wurde am 7. Juli 1972 gebildet, nachdem Pierre Messmer am 6. Juli 1972 zum Premierminister ernannt worden war. Die Regierung war bis zum 29. März 1973 im Amt und wurde dann vom Kabinett Messmer II abgelöst.

## Kabinett

### Minister
Dem Kabinett gehörten folgende Minister an:
| Amt                                                    | Name                     | Beginn der Amtszeit | Ende der Amtszeit |
| ------------------------------------------------------ | ------------------------ | ------------------- | ----------------- |
| Premierminister                                        | Pierre Messmer           | 6. Juli 1972        | 29. März 1973     |
| Staatsminister, Minister für nationale Verteidigung    | Michel Debré             | 7. Juli 1972        | 29. März 1973     |
| Staatsminister, Sozialminister                         | Edgar Faure              | 7. Juli 1972        | 29. März 1973     |
| Siegelbewahrer, Justizminister                         | René Pleven              | 7. Juli 1972        | 29. März 1973     |
| Außenminister                                          | Maurice Schumann         | 7. Juli 1972        | 15. März 1973     |
| Innenminister                                          | Raymond Marcellin        | 7. Juli 1972        | 29. März 1973     |
| Minister für Wirtschaft und Finanzen                   | Valéry Giscard d’Estaing | 7. Juli 1972        | 29. März 1973     |
| Minister für nationale Bildung                         | Joseph Fontanet          | 7. Juli 1972        | 29. März 1973     |
| Minister für Ausrüstung, Wohnungsbau und Raumplanung   | Olivier Guichard         | 7. Juli 1972        | 29. März 1973     |
| Kulturminister                                         | Jacques Duhamel          | 7. Juli 1972        | 29. März 1973     |
| Minister für Landwirtschaft und ländliche Entwicklung  | Jacques Chirac           | 7. Juli 1972        | 29. März 1973     |
| Minister für industrielle Entwicklung und Wissenschaft | Jean Charbonnel          | 7. Juli 1972        | 29. März 1973     |
| Minister für öffentliche Gesundheit                    | Jean Foyer               | 7. Juli 1972        | 29. März 1973     |
| Verkehrsminister                                       | Robert Galley            | 7. Juli 1972        | 29. März 1973     |
| Minister für Post und Telekommunikation                | Hubert Germain           | 7. Juli 1972        | 29. März 1973     |
| Minister für Veteranen                                 | André Bord               | 7. Juli 1972        | 29. März 1973     |
| Minister für Handel und Handwerk                       | Yvon Bourges             | 7. Juli 1972        | 29. März 1973     |

### Beigeordnete Minister und Staatssekretäre
Dem Kabinett gehören ferner folgende Beigeordnete Minister und Staatssekretäre an:
| Amt                                                                                                | Name                     | Beginn der Amtszeit | Ende der Amtszeit |
| -------------------------------------------------------------------------------------------------- | ------------------------ | ------------------- | ----------------- |
| Beigeordneter Minister beim Premierminister für die Beziehungen zum Parlament                      | Robert Boulin            | 7. Juli 1972        | 29. März 1973     |
| Beigeordneter Minister beim Premierminister für den Schutz von Natur und Umwelt                    | Robert Poujade           | 7. Juli 1972        | 29. März 1973     |
| Staatssekretär beim Premierminister für den öffentlichen Dienst und die Nachrichtendienste         | Philippe Malaud          | 7. Juli 1972        | 29. März 1973     |
| Staatssekretär beim Premierminister für Jugend, Sport und Erholung                                 | Joseph Comiti            | 7. Juli 1972        | 29. März 1973     |
| Staatssekretär beim Premierminister und Regierungssprecher                                         | Jean-Philippe Lecat      | 7. Juli 1972        | 29. März 1973     |
| Staatssekretär beim Premierminister für die Überseegebiete                                         | Xavier Deniau            | 7. Juli 1972        | 29. März 1973     |
| Staatssekretär im Sozialministerium                                                                | Christian Poncelet       | 7. Juli 1972        | 29. März 1973     |
| Beigeordneter Minister beim Außenminister                                                          | André Bettencourt        | 7. Juli 1972        | 29. März 1973     |
| Staatssekretär im Außenministerium für Zusammenarbeit                                              | Pierre Billecocq         | 7. Juli 1972        | 29. März 1973     |
| Staatssekretär im Wirtschafts- und Finanzministerium für den Haushalt                              | Jean Taittinger          | 7. Juli 1972        | 29. März 1973     |
| Staatssekretär im Ministerium für Ausrüstung, Wohnungsbau und Raumplanung                          | Christian Bonnet         | 7. Juli 1972        | 29. März 1973     |
| Staatssekretär im Ministerium für Landwirtschaft und ländliche Entwicklung                         | Bernard Pons             | 7. Juli 1972        | 29. März 1973     |
| Staatssekretärin im Ministerium für öffentliche Gesundheit für soziale Aktionen und Neuanpassungen | Marie-Madeleine Dienesch | 7. Juli 1972        | 29. März 1973     |